# Il grande crollo
Il grande crollo è la versione italiana del libro The Great Crash, scritto da John Kenneth Galbraith, pubblicato per la prima volta dalla casa editrice Houghton Mifflin di Boston, nel 1954. Tratta la crisi finanziaria ed economica che si verificò nel 1929 ed è stato ininterrottamente ripubblicato a causa dell'interesse che ha sempre suscitato nella popolazione ogni volta che si manifesta sul mercato finanziario un episodio speculativo con il conseguente tracollo.

## Introduzione
John Kenneth Galbraith ne “Il grande crollo” analizza le dinamiche socio-economiche della crisi del '29, riportando minuziosamente una cronaca giornaliera degli avvenimenti salienti con la descrizione ed il commento del punto di vista di vari economisti dell'epoca.
L'autore non si prefigge l'obiettivo di predire il futuro, ma osserva soltanto ciò che il passato ha mostrato in maniera così evidente, ed infatti afferma che “...lo stesso fenomeno si è verificato più volte dal 1637, quando alcuni speculatori danesi intravidero nei bulbi di tulipani la loro magica ascesa verso la ricchezza, e dal 1720 quando John Law e la sua ricerca dell'oro, a quei tempi non ancora scoperto, in Louisiana tramutarono i sogni di ricchezza dei parigini in improvvisa povertà.”.
La tesi dell'autore è la seguente: il boom nasce in Borsa e si sviluppa mantenendo sempre qualche relazione con la realtà delle imprese, cioè con le loro esigenze finanziarie, i loro profitti e i loro dividendi. Se questa relazione si mantiene, il boom si sviluppa e va avanti in modo fisiologico, ma se il mercato perde contatto con la realtà del sistema economico e, ancora peggio, con le imprese, si verifica l'entrata di chi vuol godere dell'aumento dei prezzi dei titoli. Questo momento si chiama speculazione.
Nei processi finanziari questa parola non sempre ha un'accezione negativa, infatti se fosse accompagnata dal risparmio, il ciclo economico procederebbe senza problemi; ma se gli operatori per correre dietro a questo “treno in corsa” utilizzano prestiti bancari, questo meccanismo si tramuta in ciò che è più noto come “bolla speculativa”, destinata ad esplodere sotto una qualsiasi pressione. Scoppiata la bolla è l'emozione a dominare, così la valanga delle vendite fa precipitare il mercato.

## Gli anni precedenti alla crisi
Nei primi capitoli del libro viene descritta la situazione americana dei primi anni '20 e la loro incidenza sulla crisi del '29.
La popolazione statunitense e soprattutto i contadini erano scontenti delle proprie condizioni economiche dopo che la depressione del 20-21 aveva ridotto bruscamente i prezzi agricoli pur mantenendo elevati i costi.
Nonostante ciò, la vittoria della Guerra e il successivo ritorno al Gold Exchange Standard collocarono gli U.S.A. al vertice del potere finanziario divenendo i principali esportatori di capitali verso l'estero per aiutare l'Europa a risollevarsi dalla fine del conflitto. Inoltre la Germania doveva pagare i debiti di riparazione e questo comportò un notevole spostamento di oro dalle casse tedesche a quelle americane. Le banche centrali in quel periodo non detenevano solo riserve auree, ma anche riserve in dollari americani.
Gli anni venti negli Stati Uniti sono quindi anni di prosperità economica e di prospettiva: la produzione e l'occupazione erano in aumento e ad elevati livelli, i salari non crescevano, ma i prezzi rimanevano stabili.
Fra il 1925 e il 1929 “il numero delle aziende manifatturiere aumentò da 183.900 a 206.700; il valore della loro produzione salì da 60 a 68 miliardi di dollari.”. Gli utili delle aziende crescevano rapidamente. A tutto ciò si accompagnava il desiderio del popolo americano di arricchirsi senza fatica, questo si risolse in uno dei più grossi boom immobiliari scoppiato a metà degli anni venti in Florida, a Miami Beach; sono di quel periodo l'arrivo di figure quali il truffatore bostoniano di origini italiane Charles Ponzi il quale nella corsa alla lottizzazione del territorio riuscì “a ricavare 23 lotti per ogni acro” (4000 m²) – Ponzi comprava terreni a 16 dollari per acro, suddivideva ogni acro in ventitré lotti e vendeva ciascun lotto a 10 dollari, promettendo agli acquirenti rendimenti favolosi (prometteva di trasformare i loro 10 dollari in più di 5 milioni in soli due anni).
Il valore dei terreni iniziò a salire bruscamente offrendo grandi possibilità speculative, le operazioni bancarie a Miami salirono nel 1925 a 1.066.528.000; c'erano tutti gli ingredienti della bolla speculativa ma per fortuna (se così si può dire) nell'autunno del 1926 ci fu un uragano che colpì le regioni interessate, comportando quindi un notevole rallentamento del processo in atto, appunto come afferma l'autore “... l'uragano aveva provocato un salutare attimo di tregua del boom, ...”.
Il boom della Florida fu un primo segnale dello stato d'animo degli anni '20, da notare come tale sentimento sopravvisse nei cittadini americani anche dopo tale episodio.

## La crisi del ‘29
Il mercato azionario americano, a partire dal 1927, cominciò ad aumentare; la causa è riconducibile per molti alla politica economica attuata dal presidente degli U.S.A. Calvin Coolidge, il quale acconsentì alle richieste degli stati europei, l'oro affluì negli U.S.A. e i fondi resi disponibili dalla Riserva Federale furono investiti in azioni ordinarie o utilizzati per finanziare i privati nella compravendita di azioni ordinarie sul mercato, da allora in poi la situazione divenne fuori controllo.
Con l'inizio del 1928 il boom cambiò natura, in quanto la popolazione cercava di non vedere la realtà delle cose ma di trovare pretesti per evadere verso un nuovo mondo di fantasia: in inverno il mercato che era rimasto calmo, improvvisamente cominciò a salire in modo irregolare, a grandi balzi.
Galbraith, come esempio, riporta l'andamento del corso delle azioni della Radio (Corporation of America) la quale “il 12 marzo guadagnò 18 punti. Il giorno dopo aprì a 22 sopra la chiusura precedente. Poi perse 20 punti all'annuncio che il comitato di borsa stava indagando sull'andamento delle contrattazioni, guadagnò 15 punti e ne perse ancora 9. Qualche giorno dopo registrò un altro incremento di 18 punti.”.
Il boom di marzo vide all'azione gli operatori più importanti quali John J. Raskob (membro del C.d.A. di General Motor) e William Crapo Durant (altro grande imprenditore dell'industria automobilistica), capaci come altri di movimentare il mercato solo con le dichiarazioni rilasciate alla stampa.
A partire dal giugno dello stesso anno Wall Street ripiegò leggermente verso il basso, il 12 giugno fu un giorno di notevoli perdite: 5.052.790 azioni cambiarono di mano.
In luglio ci fu un lento incremento delle contrattazioni, che sfociò in agosto in una forte ripresa.
Scampata la paura, molti tra i più noti economisti del periodo (tra i quali Irving Fisher), dichiararono che la prosperità sarebbe continuata; l'autore afferma che questa è la formula magica che tali menti intendono utilizzare affinché, qualora non ci siano comunque le condizioni idonee, la crescita del mercato continui il suo trend positivo.
Riparte così il meccanismo iniziato nel '27, definito nelle pagine del libro come ingegnoso e quasi grazioso: il volume dei prestiti erogati agli operatori di borsa era aumentato in maniera esponenziale negli ultimi anni, se nel '26 ammontava 2.500.000.000 di dollari, il 1º giugno del 1928 esso toccava quota 4.000.000.000, il 1º novembre 5.000.000.000 e alla fine dell'anno 6.000.000.000.
I tassi su questi prestiti già al 5%, continuarono a salire e raggiunsero il 12%, per le banche questa fu l'occasione di compiere una formidabile operazione di arbitraggio; esse infatti potevano chiedere a prestito dalla Riserva denaro al 5% e impiegarlo nella concessione dei finanziamenti per la compravendita titoli al 12%.
Bisogna fare qualcosa? Il nuovo presidente degli U.S.A. Herbert Hoover, nutriva intenzioni ostili nei confronti della Borsa. Nel febbraio del '29 il Consiglio dei Governatori della Riserva respinse la richiesta di aumento del tasso sul risconto fatta dalla Banca della Riserva Federale di New York giudicandola priva di senso. Un semplice aumento degli scarti di garanzia avrebbe sicuramente frenato la febbre speculativa, poiché molti clienti non disponevano di molti contanti per operare in borsa e già allora (scarto = 45-50%) erano al limite delle loro possibilità. Non fu fatto niente, il boom continuò. “Le conseguenze di un'azione coronata da successo apparivano quasi altrettanto tremende delle conseguenze dell'inazione, e potevano persino essere più spiacevoli per chi conduceva l'azione. È facile far scoppiare una bolla di sapone. Ma inciderla con un ago in modo che decresca gradualmente è un'impresa abbastanza delicata.”.
I titoli industriali guadagnarono 30 punti in gennaio e le contrattazioni raggiunsero a Wall Street il traguardo di 5.000.000.
In febbraio e marzo vi furono alcuni ribassi e le continue riunioni del Consiglio della Riserva scatenarono un piccolo panico negli investitori i quali cominciarono a vendere, tanto che molti credettero che fosse giunta la fine.
Scesero allora in campo con dichiarazioni mirate gli economisti più importanti dell'epoca, in particolare Charles E. Mitchell, capo della National City Bank, il quale dichiarò che sussisteva la necessità di aumentare i tassi di riporto e controllare la super-speculazione (egli era favorevole al boom). Ciò venne fatto dalla Riserva agli inizi dell'estate, ma il mercato si infiacchì soltanto per un giorno.
Un altro fattore importante della crisi del '29 fu sicuramente l'operato sul mercato degli Investment Trust, nati su proposta di Raskob per incrementare la ricchezza anche tra i più poveri, queste società dovevano acquistare titoli ed emettere obbligazioni e azioni privilegiate sfruttando l'effetto leva, ci fu così una corsa precipitosa a patrocinare tali società, le quali a loro volta avrebbero patrocinato altri trust.
Nell'estate del '29 il mercato ormai dominava anche la cultura. La politica del laissez faire messa in atto negli U.S.A. contribuì a far nascere nella popolazione l'idea che il mercato fosse diventato lo strumento personale di uomini misteriosi ma onnipotenti, ed ecco che proprio nell'estate si concentrarono le operazioni concordate fra più società mirate a far salire determinati titoli senza che si verificassero “sgambetti” tra gli aderenti.
Il 3 settembre alla borsa di New York finì la grande corsa al rialzo e si vendettero 4.438.910 di azioni. Immediatamente ci furono interventi dei più importanti economisti dell'epoca tra cui il professor Irving Fisher, il quale fece notare che i dividendi delle società stavano aumentando e che quindi il tracollo non si sarebbe verificato.
Per tutta la settimana successiva il mercato ebbe un andamento negativo ma la fiducia non si disintegrò anche perché alle giornate negative si alternavano giornate positive.
Durante tutto settembre i prestiti agli operatori di borsa aumentarono di circa 670 milioni di dollari e molti fautori del boom cercavano di tranquillizzare tutti sulla solidità dell'economia americana evitando accuratamente di alimentare il panico tra gli investitori.
Nel mese di ottobre si verificarono i seguenti fatti salienti:
- Il 19 ottobre si iniziò a parlare di “sostegno organizzato”, ovvero di quelle attività che gli uomini influenti e potenti dovevano mettere in atto al fine di sostenere i titoli di Wall Street; infatti gli industriali in quella giornata persero in media 7 punti a testa e 3.488.100 azioni cambiarono di mano;
- Il 21 ottobre le azioni vendute ammontarono a 6.091.780 con la conseguenza che a questo punto nessuno sapeva più cosa stesse succedendo. Fisher intanto continuava a propagandare che la ripresa era alle porte.
- Il 23 ottobre molti speculatori decisero di “tirarsi fuori”, ci furono infatti gravi perdite e nell'ultima ora di mercato si cambiarono 2.600.000 azioni a prezzi in ribasso.
- Il 24 ottobre è il giorno chiamato “Giovedì nero” e caratterizzato dall'inizio del panico tanto che portò ad un numero di azioni scambiate pari a 12.894.650. Il panico però non durò tutta la giornata infatti appena vennero conosciuti gli esiti della riunione che si tenne a Wall Street tra i più importanti banchieri che volevano mettere insieme le risorse disponibili per sostenere il mercato, si verificò immediatamente un rialzo dei prezzi dei titoli, la paura svanì e lasciò la preoccupazione per il nuovo rialzo.
- Il 28-29 ottobre per la borsa di New York furono giornate peggiori del giovedì Nero, con i banchieri che si riunirono più volte e con le voci di corridoio che parlavano dell'abbandono dell'azione di sostegno organizzato e dell'intenzione di smobilizzare le loro azioni.

La caratteristica della crisi era che il peggio non aveva mai fine e continuava a peggiorare, ogni volta che sembrava sopraggiungere la fine il mercato mostrava come in realtà si fosse solo all'inizio.
Il presidente Hoover si pronunciò a sostegno dell'economia americana ma l'unica soluzione che ebbe un minimo di efficacia fu quella di chiudere per alcuni giorni la borsa cercando di limitare i danni. Un altro strumento economico che adottò fu quello di abbassare le imposte, annunciando uno sgravio fiscale al fine di sostenere gli investimenti in beni capitali e per mantenere inalterati i salari ma le riduzioni fiscali furono trascurabili tranne per le categorie di reddito più elevate che godevano già prima della riduzione di un basso livello impositivo.

## La Grande Depressione
Il Presidente Hoover e molti altri economisti persero la faccia nei confronti dell'opinione pubblica poiché avevano proclamato la ripresa ed escluso l'imminente depressione.
La Harvard Economic Society fu sciolta dopo aver pubblicato per un anno intero numerosi prospetti e continuato a rimandare l'inizio della ripresa degli affari. “I professori di economia di Harvard cessarono di predire il futuro e riassunsero il consueto atteggiamento di modestia.”.
Il professor Fisher tentò di giustificare le precedenti dichiarazioni sostenendo che l'unica ragione del boom era la psicologia della folla; era infatti sicuro e dimostrato che la folla guardava di cattivo occhio le banche ed i banchieri che avevano completamente perso la loro fiducia; anche perché la crisi portò alla luce molte operazioni che sconfinavano nell'illecito.
Dopo il Grande Crollo subentrò la Grande Depressione di cui le cause non sono certe: per molti economisti era dovuto alla fisiologia dei cicli economici, altri sostenevano che tale avvenimento fosse imprevedibile visto il buon apparato produttivo del paese e le giacenze di materie prime.
La ragione più plausibile è quella dovuta al mancato reinvestimento dei profitti in azienda, con la recessione delle scorte e un aumento degli investimenti in beni capitali o di lusso; dovuto alla mentalità corrente dell'americano medio prima del crollo il quale preferiva soffrire a lungo la povertà per poi essere ricco, anche solo per un attimo.
Galbraith non mira a evidenziare le cause della Depressione ma mette in rilievo i cinque punti deboli dell'economia statunitense:
- Cattiva distribuzione del reddito: nel 1929 “...i ricchi erano indubbiamente ricchi ... il 5% della popolazione con i redditi più elevati ricevette quell'anno approssimativamente un terzo dell'intero reddito personale.”[9], quindi questa distribuzione diseguale significava che l'economia era basata su un alto livello di investimenti e un alto livello di spese.
- Cattiva struttura societaria: la più grave debolezza societaria veniva individuata nella struttura delle holding e degli investment trust con i dividendi delle società che venivano utilizzati per pagare gli interessi sulle obbligazioni delle holding che le controllavano.
- Cattiva struttura bancaria: essa era intrinsecamente debole, esisteva un gran numero di unità indipendenti e quindi il fallimento di una di esse comportava il fallimento a catena delle altre.
- Dubbio stato della bilancia dei pagamenti: gli U.S.A. divennero creditori sui conti internazionali dopo la guerra con possibilità di cessioni d'oro nei suoi confronti. In mancanza di tale possibilità il paese debitore poteva solo aumentare le esportazioni verso gli U.S.A. o ridurre le importazioni da esso, al fine di sanare la bilancia commerciale. Ci fu quindi una flessione delle esportazioni americane.
- Misero stato dell'informazione economica: i consulenti economici del periodo avevano l'unanimità e l'autorità sufficienti a imporre ai leader politici il ripudio di qualsiasi manovra disponibile per arrestare la deflazione e la depressione.

Questi furono i cinque punti dove la depressione andò a colpire, se l'economia fosse stata più sana, l'effetto del grande crollo sarebbe stato più lieve.

## Considerazioni conclusive
La principale ragione della crisi del '29 è riconducibile allo smodato uso del credito, tanto che nell'ultimo capitolo Galbraith ammonisce l'uomo ricordando che la sventura va incontro a colui che presume di conoscere il futuro per rivelazione, egli incolpa Wall Street e le sue aspettative, non punta il dito contro la Riserva Federale.
Milton Friedman, al contrario, incolpa la banca, mentre invece gli economisti di scuola keynesiana ricercano le cause del crollo nell'economia reale (diminuzione dei redditi degli agricoltori, diminuzione della domanda in relazione alla domanda mondiale).
La crisi oltre ad avere una dimensione economica, ha anche una dimensione culturale. “La speculazione su vasta scala ha bisogno di un senso di fiducia e di ottimismo largamente diffuso, e della convinzione che la gente comune è destinata ad essere ricca. Inoltre la gente deve avere fede nelle buone intenzioni e persino nella benevolenza degli altri, perché è tramite gli altri che si arricchirà.”.
Questo si riscontra nella mentalità dell'investitore americano che si lascia cullare dall'euforia e va alla caccia del profitto in maniera smodata e nei banchieri che ritengono invincibile la Borsa e l'economia del Paese.
La società americana non aveva ancora una cultura finanziaria tale da poter fronteggiare un simile evento, oppure, l'aveva ma a causa dell'euforia del periodo era venuta meno.
Galbraith chiude positivamente con una nota di speranza sostenendo che oggi tutto ciò sarebbe meno probabile, proprio perché si sono sviluppati tutta una serie di strumenti ad hoc frutto di una maggiore coscienza storica.

## Le edizioni in lingua italiana

### Dati OPAC SBN[11]
- Il grande crollo / John Kenneth Galbraith, Pubblicazione: Milano, Edizioni di Comunità, 1962. Descrizione fisica: 208 p., 21 cm Identificativo del sistema: LO10055745
- Il grande crollo: la crisi economica del 1929 / John Kenneth Galbraith, Pubblicazione: Milano, ETAS Kompass, 1966. Descrizione fisica: 215 p., 22 cm Identificativo del sistema: SBL0543181
- Il grande crollo / John Kenneth Galbraith, Pubblicazione: Torino, Boringhieri, 1972. Descrizione fisica: 218 p., 20 cm Identificativo del sistema: SBL0432360
- Il grande crollo / John K. Galbraith, Pubblicazione: Torino, Bollati Boringhieri, 1991. Descrizione fisica: 218 p., 22 cm Identificativo del sistema: RAV0157243
- Il grande crollo / John Kenneth Galbraith, Pubblicazione: Milano, Biblioteca universale Rizzoli, 2003. Descrizione fisica: 188 p., 20 cm Identificativo del sistema: LO10747239

### Dati ICCU[12]
- John Kenneth Galbraith, Il grande crollo, Milano, Edizioni di Comunità, 1962. Monografia - Testo a stampa [IT\ICCU\LO1\0055745]
- John Kenneth Galbraith, Il grande crollo, Milano, Edizioni di Comunità, 1963. Monografia - Testo a stampa [IT\ICCU\MIL\0203863]
- John Kenneth Galbraith, Il grande crollo: la crisi economica del 1929, Milano, ETAS Kompass, 1966. Monografia - Testo a stampa [IT\ICCU\SBL\0543181]; [IT\ICCU\LO1\1181217]; [IT\ICCU\UFE\0747808]
- John K. Galbraith, Il grande crollo, (tradotto daAmerigo Guadagnin), Milano, Club degli Editori, 1971. Monografia - Testo a stampa [IT\ICCU\VIA\0064753]
- John Kenneth Galbraith, Il grande crollo, Torino, Boringhieri, 1972. Monografia - Testo a stampa [IT\ICCU\RLZ\0021278], [IT\ICCU\SBL\0432360]
- John Kenneth Galbraith, Il grande crollo, 2ª ed., Torino, Boringhieri. Monografia - Testo a stampa [IT\ICCU\RMS\2167757]
- John Kenneth Galbraith, Il grande crollo, Torino, Boringhieri, 1976. Monografia - Testo a stampa [IT\ICCU\TSA\0023854]
- John Kenneth Galbraith, Il grande crollo, Torino, Boringhieri, 1991. Monografia - Testo a stampa [IT\ICCU\RAV\0157243]
- John Kenneth Galbraith, Il grande crollo, (tradotto da Amerigo Guadagnin e Debora Rancati), Milano, Biblioteca universale Rizzoli, 2003., Monografia - Testo a stampa [IT\ICCU\LO1\0747239]
- John Kenneth Galbraith, Il grande crollo, Milano, BUR, 2003. Monografia - Testo a stampa [IT\ICCU\TSA\1101212]
- John Kenneth Galbraith, Il grande crollo, Milano, BUR, 2006., Monografia - Testo a stampa [IT\ICCU\RMS\1865544]
- John Kenneth Galbraith, Il grande crollo, Milano, BUR, 2008. Monografia - Testo a stampa [IT\ICCU\LO1\1243271]